# Pale-Prača
Pale-Prača är en kommun i Bosnien och Hercegovina.   Den ligger i Bosna-Podrinje kanton och entiteten Federationen Bosnien och Hercegovina, i den sydöstra delen av landet, 30 km öster om huvudstaden Sarajevo. Antalet invånare är 1 043. Arean är 86 kvadratkilometer.